# تلمبه چاه چغوک
تلمبه چاه چغوک یا تلمبه عشایری قاسمی‌نژاد و شرکا روستایی در دهستان گلستان بخش گلستان شهرستان سیرجان استان کرمان ایران است.

## جمعیت
بر پایه سرشماری عمومی نفوس و مسکن در سال ۱۳۹۵ جمعیت این مکان ۴۵ نفر (۱۶خانوار) بوده‌است.